# 1. deild islandzka w piłce nożnej (1976)
Sezon 1976 był 65. sezonem o mistrzostwo Islandii. Drużyna Akraness nie obroniła tytułu mistrzowskiego, zdobył go natomiast zespół Valur, zdobywając dwadzieścia pięć punktów w szesnastu meczach. Po sezonie spadł zajmujący ostatnie miejsce zespół Þróttur Reykjavík.

## Drużyny
Po sezonie 1975 z ligi spadł zespół ÍB Vestmannaeyja, z 2. deild awansowały natomiast drużyny Breiðablik i Þróttur Reykjavík.
| Uczestnicy poprzedniej edycji                                                                                 | Uczestnicy poprzedniej edycji | Uczestnicy poprzedniej edycji | Uczestnicy poprzedniej edycji |
| --- | ----------------------------- | ----------------------------- | ----------------------------- |
| ÍA | Akraness                      | 1                             |                               |
| FRA | Fram                          | 2                             |                               |
| VAL | Valur                         | 3                             |                               |
| VÍR | Víkingur Reykjavík            | 4                             |                               |
| ÍBK | Keflavík                      | 5                             |                               |
| FH | FH                            | 6                             |                               |
| KRE | KR                            | 7                             |                               |
| Awans z 2. deild                                                                                              |                               |                               |                               |
| BRE | Breiðablik                    | 1                             |                               |
| ÞRR | Þróttur Reykjavík             | 2                             |                               |
| Oznaczenia: - kolumna pierwsza – skróty nazw drużyn, - kolumna trzecia – miejsce zajęte w poprzednim sezonie. |                               |                               |                               |

## Tabela
| Lp. | Drużyna               | M  | Z  | R | P  | Bramki | Bramki | Różn. | Pkt | Uwagi                                    |
| --- | --------------------- | -- | -- | - | -- | ------ | ------ | ----- | --- | ---------------------------------------- |
| 1   | Valur (M)             | 16 | 10 | 5 | 1  | 45     | 14     | +31   | 25  | Puchar Europy • I runda                  |
| 2   | Fram                  | 16 | 10 | 4 | 2  | 30     | 16     | +14   | 24  | Puchar UEFA • 1/32 finału                |
| 3   | Akraness              | 16 | 8  | 5 | 3  | 27     | 19     | +8    | 21  | Puchar Zdobywców Pucharów • 1/16 finału1 |
| 4   | Víkingur Reykjavík    | 16 | 8  | 2 | 6  | 22     | 21     | +1    | 18  |                                          |
| 5   | Breiðablik            | 16 | 8  | 2 | 6  | 21     | 22     | −1    | 18  |                                          |
| 6   | Keflavík              | 16 | 6  | 3 | 7  | 22     | 23     | −1    | 15  |                                          |
| 7   | KR                    | 16 | 3  | 5 | 8  | 20     | 23     | −3    | 11  |                                          |
| 8   | FH                    | 16 | 2  | 4 | 10 | 11     | 31     | −20   | 8   |                                          |
| 9   | Þróttur Reykjavík (S) | 16 | 1  | 2 | 13 | 10     | 39     | −29   | 4   | play-off                                 |

## Wyniki
| Gospodarz \ Gość   | ÍA  | BRE | FRA | FH  | KRE | ÍBK | VAL | VÍR | ÞRR |
| Akraness           |     | 2:0 | 1:1 | 1:1 | 1:1 | 4:1 | 1:3 | 0:1 | 1:0 |
| Breiðablik         | 0:3 |     | 0:1 | 3:1 | 0:0 | 2:1 | 2:4 | 3:1 | 3:2 |
| Fram               | 1:2 |     | 2:1 | 1:1 | 2:1 | 3:0 | 1:1 | 3:2 | 1:0 |
| FH                 | 0:0 | 0:1 | 1:2 |     | 0:2 | 0:0 | 0:5 | 1:2 | 1:2 |
| KR                 | 1:3 | 0:1 | 3:4 | 0:1 |     | 1:2 | 1:1 | 1:2 | 4:1 |
| Keflavík           | 2:2 | 1:2 | 0:1 | 6:1 | 1:0 |     | 1:0 | 1:1 | 2:1 |
| Valur              | 6:1 | 1:1 | 1:1 | 5:1 | 2:2 | 2:0 |     | 3:0 | 2:0 |
| Víkingur Reykjavík | 0:3 | 1:0 | 2:0 | 5:0 | 1:2 | 3:1 | 2:3 |     | 3:0 |
| Þróttur Reykjavík  | 1:1 | 1:2 | 0:6 | 0:2 | 1:1 | 1:2 | 0:6 | 0:2 |     |

Źródło:  (ang.)
Objaśnienia:
1Drużyna gospodarzy jest wymieniona po lewej stronie tabeli.
Kolory: zielony – zwycięstwo gospodarzy, żółty – remis, różowy – zwycięstwo gości.

## Play-off
Po zakończeniu sezonu rozegrany został mecz pomiędzy ostatnią drużyną w tabeli oraz drugą drużyną z 2. deild. Spotkanie zwyciężyła drużyna z Akureyri, zapewniając sobie miejsce w 1. deild, natomiast Þróttur Reykjavík rozpoczął sezon 1977 w 2. deild.
| 2 września 1976 | Þróttur Reykjavík | 0:2Raport | Þór Akureyri | Laugardalsvöllur, Reykjavík |
|                 |                   |           |              |                             |

## Najlepsi strzelcy
| Bramki | Strzelcy               | Drużyna    |
| ------ | ---------------------- | ---------- |
| 16     | Ingi Björn Albertsson  | Valur      |
| 11     | Guðmundur Þorbjörnsson | Valur      |
| 11     | Hermann Gunnarsson     | Valur      |
| 10     | Kristinn Jörundsson    | Fram       |
| 9      | Hinrik Þórhallsson     | Breiðablik |
| 8      | Teitur Þórðarson       | Akraness   |
| 7      | Jóhann Torfason        | KR         |
| 5      | Karl Þórðarson         | Akraness   |
| 5      | Sigthór Ómarsson       | Akraness   |